# Nucula atacellana
Nucula atacellana – gatunek małża należącego do podgromady pierwoskrzelnych.
Muszla wielkości 0,6 cm. Kształtu owalnego. Kolor muszli brązowo-żółty.
Siedliskiem są umiarkowanie głębokie wody. Są rozdzielnopłciowe, bez zaznaczonych różnic płciowych w budowie muszli. Odżywiają się planktonem oraz detrytusem.
Występuje w Ameryce Północnej na terenie USA od Cape Cod do Wirginii.